# بازی‌های ممنوعه پیترو آرتینو
بازی‌های ممنوعه پیترو آرتینو (ایتالیایی: I giochi proibiti de l'Aretino Pietro) فیلمی ایتالیایی به کارگردانی پی‌یرو رنیولی است که در سال ۱۹۷۲ منتشر شد و برگرفته از کتاب استدلال‌ها اثر پیترو آرتینو است. این فیلم به چهار بخش تقسیم می‌شود: یک راهبه، کلاهبرداری، چهار همسر و معجزه.

## گزیدهٔ بازیگران
- ارکیده‌آ د سانتیس
- تونی کندال
- فائوستو تومئی
- فمی بنوسی
- پوپو د لوکا
- تیبریو مورجا
- رزماری لینت
- لوئیجی مونتینی
- رزیتا توروس
- پائولا کوراتسی